# Binaria
binaria（ビナリア）は、Annabel、やなぎなぎ、永尾ヨシヒサ、xaiによる日本の同人音楽ユニットである。

## 概要
2006年、Annabelがやなぎなぎの存在をネット上で知り、意気投合した後binariaを結成。その後楽曲アレンジに永尾ヨシヒサ、デザインワークスにxai（サイ）を迎え現メンバーとなる。初期はmyuも作曲やアレンジに参加していた。
女性二人のツインボーカルのスタイルを取り、電子音や古典的な楽器を使用した独特の世界観と音楽性を持つ。binariaは、スペイン語で二等星の意味。作詞はAnnabel、作曲はやなぎなぎが主に務めている。
2016年、活動10周年にして「カミイロアワセ」でbinaria名義でのメジャーデビューを果たす。

## 来歴
- 2006年11月28日に公式サイト上に「jardin del aire」を発表
- 2007年4月29日のM3にてファーストミニアルバム『ALHAJA』を発表。
その後続々とミニアルバムやマキシシングルを発表していき、2010年春のM3にてベストアルバム『Sonido』を発表した。
- 2010年12月11日、王子の北とぴあにてファーストライブ「月と時間泥棒」開催。

### 曲名やアルバム名の意味と読み方
アルゼンチン出身のAnnabelによる作詞が多いため、曲名やアルバム名、歌詞にもたびたびスペイン語が使われている。
ALHAJA（アラハ） - 宝飾品、宝石
- jardin del aire（ハルディン デル アイレ） - 空中庭園

forma（フォルマ） - 形、形式
rueda（ルエダ） - 車輪、（人の）輪
- refresco（レフレスコ） - ソーダ水、清涼飲料

epoca（エポカ） - 時代、時期
ALBA（アルバ） - 暁、夜明け
Sonido（ソニド） - 音、音響

### アルバム
2007年
- first mini album『ALHAJA』（2007年4月29日）

tr1「花の名前」
tr2「月ノ光リ花」
tr3「jardin del aire (new mix)」
tr4「erial final」
tr5「n o e m a」
- second mini album『forma』（2007年10月8日）

tr1「小鳥と華」
tr2「レイトナイト」
tr3「kobalos」
tr4「ポンコツロボット」
tr5「alpha-beta」
2010年
- best album『Sonido』（2005年5月5日）

tr1「entrada de sonido」
tr2「レイトナイト」
tr3「月ノ光リ花」
tr4「ルミネセンス」
tr5「sweet jerryfish」
tr6「リンズの鉛筆」
tr7「erial final」
tr8「alpha-beta」
tr9「fade out」
tr10「refresco」
tr11「ポンコツロボット」
tr12「kobalos」
tr13「蝶番」
tr14「noema」
tr15「sonido」

### シングル
2007年
- binaria×cassini maxi single「rueda」（2007年8月26日）

tr1「sweet jerryfish」
tr2「リンズの鉛筆」
tr3「refresco」
tr4「sweet jerryfish (motion graphic)」
2008年
- maxi single「epoca」（2008年10月13日）

tr1「epoca」
tr2「fade out」
tr3「ルミネセンス」
tr4「蝶番」
2009年
- single「ALBA」（2009年10月11日）

tr1「ALBA」
tr2「skyhook」
tr3「フリージア」
tr4「skyhook （instrumental)」
2010年
- single「delightful doomsday」（2010年10月31日）

tr1「delightful doomsday」
tr2「花紺青（スマルト）」
tr3「ジオメトリア」
tr4「花紺青（instrumental）」
tr5「ジオメトリア（instrumental）」
2011年
- single「Nachtflug」（2011年5月11日）

tr1「Nachtflug」
tr2「糸遊」
tr3「skyhook -Twilightz mix-」
- single「bottle」（2011年10月30日）

tr1「flaskepost」
tr2「瓶詰めパレード」
tr3「inclusion」
tr4「sonido+entrada de sonido=レイトナイト(remixer Go-qualia)」
tr5「瓶詰めパレード(instrumental)」
tr6「inclusion(instrumental)」
2012年
- single「双子のダイアログ」（2012年10月28日）

tr1「フェナキストスコープ」
tr2「双子のダイアログ」
tr3「step across the border」
tr4「晩餐のあと」

### ABC　project
- 『ABC』（2008年3月9日）

tr1「Alice」
tr2「chaos」
大阪M3にて配布。
Annabelの「autonomia」、やなぎなぎ(Corleonis)の「freirinite」の同時購入特典。

### その他参加作品
2010年
- UNITITLED SAMPLES DISK-02 -only mic recording tracks- V.A.(2010/10/31)

tr4「塵ひとつ」